# یوجی ناکاگاوا
یوجی ناکاگاوا (انگلیسی: Yuji Nakagawa؛ زادهٔ ۲۲ اکتبر ۱۹۷۸) بازیکن فوتبال اهل ژاپن است.